# Euphoria (serie de televisión)
Euphoria es una serie de televisión estadounidense de drama adolescente, basada en la serie israelí del mismo nombre creada por Ron Leshem y Daphna Levin. La serie está protagonizada por Zendaya en el papel principal, junto con un elenco compuesto por Maude Apatow, Angus Cloud, Eric Dane, Alexa Demie, Jacob Elordi, Barbie Ferreira, Nika King, Storm Reid, Hunter Schafer, Algee Smith, Sydney Sweeney, Colman Domingo y Javon Walton. Se estrenó en HBO el 16 de junio de 2019. El 11 de julio de 2019, fue renovada para una segunda temporada, precedida por dos especiales de una hora transmitidos en diciembre de 2020 y enero de 2021. La segunda temporada se estrenó el 9 de enero de 2022.
Euphoria recibió comentarios positivos por parte de la crítica, quienes elogiaron su cinematografía, historia, partitura, actuaciones, específicamente las de Zendaya y Hunter Schafer, y acercamiento a su temática madura, aunque sí se convirtió en tema de controversia por su uso de desnudez y sexualidad, que algunos críticos percibieron como excesivo. La serie recibió nominaciones para el Premios de la Academia Británica de la Televisión al Mejor Programa Internacional y el Premio TCA por Logro Destacado en Drama. Por su actuación, Zendaya ganó el premio Primetime Emmy y el premio Satellite a la mejor actriz en una serie dramática, siendo la actriz más joven en ganar esta categoría.
En febrero de 2022, la serie fue renovada para una tercera temporada.

## Sinopsis
Euphoria, sigue a «un grupo de estudiantes de secundaria mientras navegan por las drogas, el sexo, la prostitución, la identidad, el trauma, las redes sociales, el amor y la amistad».

## Elenco y personajes

### Principales
- Zendaya como Ruby «Rue» Bennett, una adolescente adicta a las drogas en proceso de recuperación que lucha por encontrar su lugar en el mundo.
- Maude Apatow como Alexandra «Lexi» Howard, la mejor amiga de la infancia de Rue y la hermana menor de Cassie.
- Angus Cloud como Fezco «Fez» (temporadas 1-2), un traficante de drogas local con una relación cercana con Rue.
- Eric Dane como Cal Jacobs, el padre de Nate que le oculta más de un secreto a su familia.
- Alexa Demie como Madeleine «Maddy» Perez, la «perfecta» e intermitente novia de Nate.
- Jacob Elordi como Nathaniel «Nate» Jacobs, un atleta de preparatoria cuyos problemas de ira enmascaran sus inseguridades sexuales.
- Barbie Ferreira como Katherine «Kat» Hernández (temporadas 1-2), una adolescente consciente del cuerpo que explora su sexualidad.
- Nika King como Leslie Bennett, la madre de Gia y Rue.
- Storm Reid como Gia Bennett, la hermana menor de Rue.
- Hunter Schafer como Jules Vaughn, una chica transgénero que rápidamente se hace amiga de Rue después de mudarse a la ciudad.
- Algee Smith como Christopher McKay (temporadas 1-2), un jugador de fútbol y el novio de Cassie que está teniendo dificultades para adaptarse a la universidad.
- Sydney Sweeney como Cassandra «Cassie» Howard, la hermana mayor de Lexi y la novia de McKay con un pasado sexual infame que continúa afectando su vida.
- Javon Walton como Ashtray (temporada 2; recurrente temporada 1), el socio y hermano adoptivo de Fez.
- Austin Abrams como Ethan Daley (temporada 2; recurrente temporada 1), el interés amoroso de Kat.
- Dominic Fike como Elliot (temporada 2), el nuevo amigo de Rue.

### Recurrentes
- John Ales como David Vaughn, el padre de Jules.
- Alanna Ubach como Suze Howard, la madre de Cassie y Lexi.
- Keean Johnson como Daniel Dimarco (temporada 1), el exnovio de Kat.
- Sophia Rose Wilson como Barbara Brooks «BB», amiga de Cassie, Kat y Maddy.
- Paula Marshall como Marsha Jacobs, la madre de Nate.
- Zak Steiner como Aaron Jacobs, el hermano mayor de Nate.
- Tyler y Tristan Timmons como Troy y Roy McKay (temporada 1), los hermanos gemelos menores de Chris McKay.
- Colman Domingo como Ali Muhammad (recurrente; principal en el episodio especial «Trouble Don't Last Always»), un drogadicto en recuperación que se vuelve el mentor de Rue en Narcóticos Anónimos.
- Lukas Gage como Tyler Clarkson (temporada 1), un estudiante atacado brutalmente por Nate por tener sexo con Maddy en una fiesta.
- Meeko como Mouse (temporada 1; invitado temporada 2), un narcotraficante.
- Tyler Chase como Custer, el ayudante de Mouse.
- Rubén Darío como Ted Perez (temporada 1), el padre de Maddy.
- Chloe Cherry como Faye (temporada 2), la novia de Custer.
- Martha Kelly como Laurie (temporada 2), una profesora convertida en narcotraficante.
- Minka Kelly como Samantha (temporada 2), una joven mujer de clase alta que contrata a Maddy como niñera.
- Yukon Clement como Theo (temporada 2), el hijo de Samantha.
- Veronica Taylor como Bobbi (temporada 2), la asistente de Lexi en la producción de su obra teatral.
- Fernando Belo como Sebastian (temporada 2), el esposo de Samantha y padre de Theo.

## Episodios
| Temporada | Temporada  | Episodios | Episodios | Emisión original       | Emisión original      |
| Temporada | Temporada  | Episodios | Episodios | Primera emisión        | Última emisión        |
| --------- | ---------- | --------- | --------- | ---------------------- | --------------------- |
|           | 1          | 8         | 8         | 16 de junio de 2019    | 4 de agosto de 2019   |
|           | Especiales | 2         | 2         | 6 de diciembre de 2020 | 24 de enero de 2021   |
|           | 2          | 8         | 8         | 9 de enero de 2022     | 27 de febrero de 2022 |

## Producción

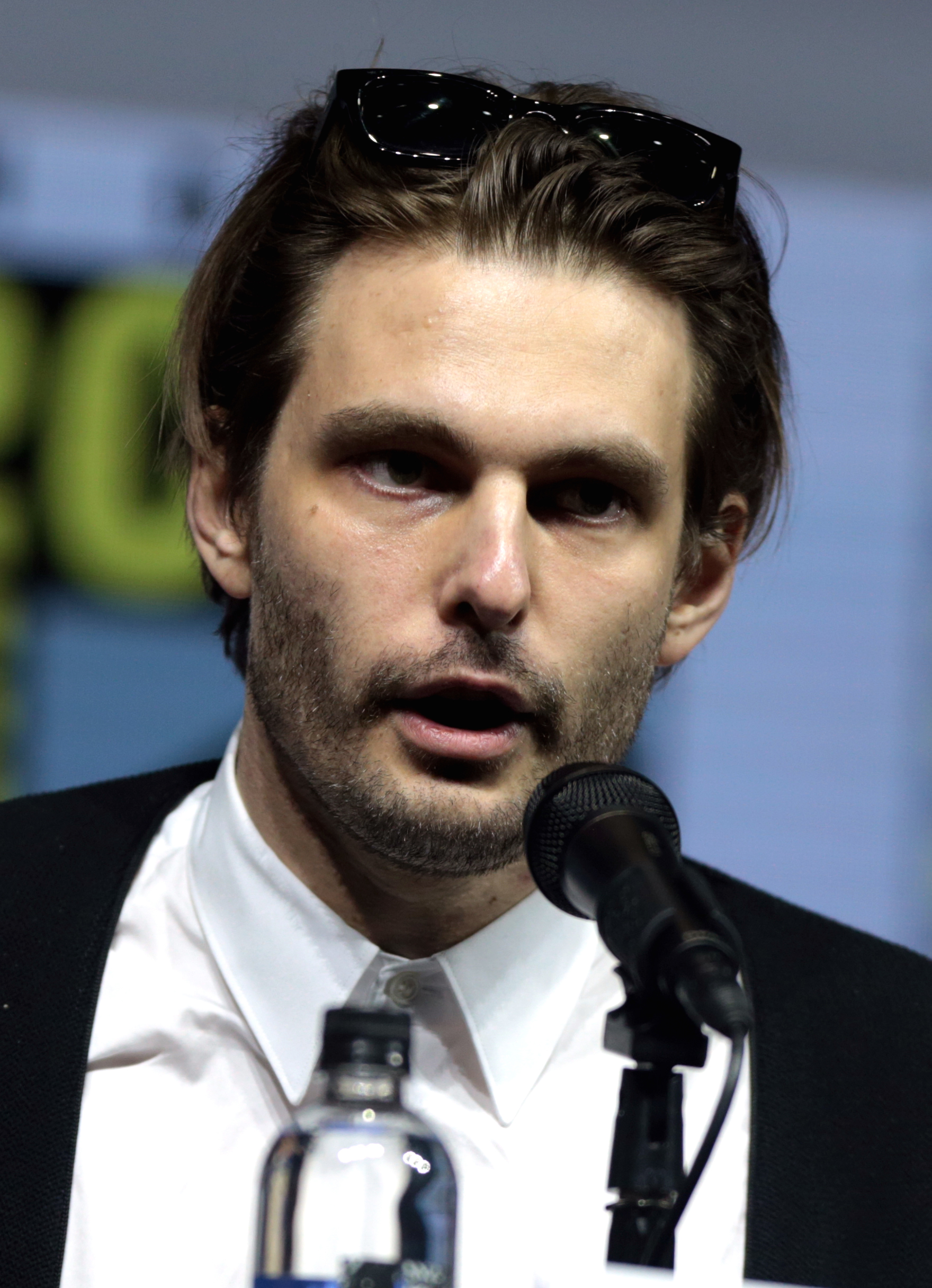
Creador, escritor, director, y showrunner Sam Levinson en 2018

### Desarrollo
El 1 de junio de 2017, se anunció que HBO estaba desarrollando una adaptación de la serie de televisión israelí de 2012, Euphoria, creada por Ron Leshem, Daphna Levin y Tmira Yardeni. Se esperaba que la nueva versión fuera escrita por Sam Levinson, quien también estaba programado para desempeñarse como productor ejecutivo junto con Leshem, Levin, Yardeni, Hadas Mozes Lichtenstein, Mirit Toovi, Yoram Mokadi y Gary Lennon.
El 13 de marzo de 2018, el presidente de programación de HBO, Casey Bloys, anunció en la conferencia INTV en Jerusalén que la cadena había dado la orden de la producción del episodio piloto.
El 27 de marzo de 2018, se anunció que Augustine Frizzell dirigiría el episodio piloto y se desempeñaría como coproductor ejecutivo. El 30 de julio de 2018, se anunció que HBO había aceptado el piloto y ordenó que la serie se produjese. Además, se anunció que cada episodio será escrito por Levinson, los productores ejecutivos adicionales incluirán a Drake, Future the Prince, Ravi Nandan y Kevin Turen. El 11 de abril de 2019, se anunció que la serie está programada para estrenarse el 16 de junio de 2019.
El 11 de julio de 2019, la serie se renovó por una segunda temporada.
Los pósteres promocionales de la serie fueron diseñados por Percival & Associates.
El 4 de febrero de 2022, la serie fue renovada para una tercera temporada. En septiembre de 2022, el director ejecutivo de HBO, Casey Bloys, dijo que la serie no duraría más de cuatro temporadas y podría terminar después de la tercera temporada. La producción de la tercera temporada comenzó en febrero de 2023, apuntando a un lanzamiento a finales de 2023, pero según una entrevista de Vogue con Apatow, el rodaje debía comenzar en la segunda mitad de 2023. En un podcast, la diseñadora de vestuario de la serie, Heidi Bivens, dijo que los preparativos comenzarían en mayo de 2023 y que el rodaje comenzaría en junio de 2023. La producción de la tercera temporada fue interrumpida por la huelga del Sindicato de Guionistas de Estados Unidos de 2023. En mayo de 2023, HBO confirmó el estreno mundial de la temporada para 2025. La producción de la tercera temporada comenzó en diciembre de 2023. El 12 de marzo de 2024, Sydney Sweeney reveló en una entrevista de MTV con Josh Horowitz que el rodaje de la tercera temporada debía comenzar pronto. Sin embargo, el 25 de marzo de 2024, se informó que el rodaje se pospuso indefinidamente.

### Casting
El 5 de junio de 2018, se anunció que Zendaya, Storm Reid, Maude Apatow, Brian «Astro» Bradley, Eric Dane, Angus Cloud, Alexa Demie, Jacob Elordi, Barbie Ferreira, Nika King, Hunter Schafer y Sydney Sweeney fueron elegidos. El 31 de octubre de 2018, se informó que Algee Smith había sido elegido para reemplazar a Brian «Astro» Bradley en el personaje de McKay, que Bradley había interpretado en el episodio piloto. Se informó además que Austin Abrams también participaría en la serie. En abril de 2020, se anunció que Kelvin Harrison Jr. se había unido al elenco de la segunda temporada. En mayo de 2021, sin embargo, se anunció que Harrison había abandonado debido a conflictos de agenda. En agosto de 2021, se anunció que Dominic Fike, Minka Kelly y Demetrius 'Lil Meech' Flenory Jr. se habían unido al elenco para la segunda temporada.
En noviembre de 2024, la actriz Storm Reid declaró en una entrevista que no regresaría para la tercera temporada.
En febrero de 2025, HBO anunció que la mayoría de actores principales de las primeras dos temporadas regresarían para retomar sus papeles y al mismo tiempo anunció que Rosalía, Marshawn Lynch, Darrell Britt-Gibson, Kadeem Hardison, Priscilla Delgado, James Landry Hébert, Anna Van Patten, Adewale Akinnuoye-Agbaje y Toby Wallace se incorporarán en la tercera temporada con papeles destacados como estrellas invitadas.

### Rodaje
Las ubicaciones confirmadas incluyen Sony Studios en Los Ángeles, Del Amo Fashion Center en Torrance y Ulysses S Grant High School en Valley Glen. La producción de la segunda temporada estaba programada para comenzar en el segundo trimestre de 2020, y la primera lectura de la tabla se llevó a cabo el 11 de marzo. Sin embargo, se retrasó indefinidamente, según Deadline Hollywood, debido a la pandemia de COVID-19. El rodaje de un episodio especial comenzó en septiembre de 2020. El rodaje de la segunda temporada comenzó el 5 de abril de 2021 en Los Ángeles.
Para la tercera temporada, el viaje de sobriedad de Rue, Zendaya habló sobre la exploración de personajes fuera de la escuela secundaria, con los lugares de rodaje de Dublín, Londres, Nueva York, Roma, Singapur y los lotes de Warner Bros. Studios en Burbank y Leavesden, y un salto en el tiempo hasta 2024.Las filmaciones de la tercera temporada comenzaron en enero de 2025.

### Música
La partitura de Euphoria fue compuesta por el cantante, compositor y productor discográfico inglés Labrinth. En una entrevista con Rolling Stone, dijo: «Cuando miras hacia atrás a tus días de adolescencia, se siente semi-mágico pero semi-loco y semi-psicótico. Quería asegurarme de que la música se sintiera como esas cosas». La canción «All for Us» interpretada por Labrinth y Zendaya, se insinúa a lo largo de la primera temporada, pero tiene un gran número musical representado al final del final de la temporada.
El programa también hace un uso inusualmente extenso de música popular, incluyendo hip-hop, trap, R&B, experimental, indie rock, estándares y doo-wop, con algunos episodios con más de 20 canciones. Por su trabajo en la primera temporada de Euphoria, los supervisores musicales Jen Malone (que también supervisa Atlanta) y Adam Leber ganaron el premio Guild Of Music Supervisors 2020 a la Mejor Supervisión Musical en un Drama de Televisión.

#### Temporada 1
El álbum de la banda sonora de la primera temporada fue lanzado por Sony Music Entertainment el 4 de octubre de 2019 para su descarga digital.
| N.º | Título                     | Duración |  |
| 1.  | «New Girl»                 | 1:02     |  |
| 2.  | «Formula»                  | 1:31     |  |
| 3.  | «Preparing for Call»       | 0:28     |  |
| 4.  | «Forever»                  | 3:22     |  |
| 5.  | «Planning Date»            | 1:41     |  |
| 6.  | «Nate Growing Up»          | 2:33     |  |
| 7.  | «Home from Rehab»          | 0:43     |  |
| 8.  | «We All Knew»              | 3:01     |  |
| 9.  | «Say Goodnight»            | 0:43     |  |
| 10. | «Shy Guy»                  | 1:25     |  |
| 11. | «Following Tyler»          | 1:28     |  |
| 12. | «Still Don't Know My Name» | 2:33     |  |
| 13. | «Kat's Denial»             | 1:30     |  |
| 14. | «Slideshow»                | 0:56     |  |
| 15. | «Family Vacation»          | 0:22     |  |
| 16. | «Grapefruit Diet»          | 1:35     |  |
| 17. | «WTF Are We Talking For»   | 2:51     |  |
| 18. | «Euphoria Funfair»         | 10:07    |  |
| 19. | «The Lake»                 | 3:45     |  |
| 20. | «Maddy's Story»            | 4:51     |  |
| 21. | «Demanding Excellence»     | 3:30     |  |
| 22. | «McKay & Cassie»           | 1:32     |  |
| 23. | «Gangster»                 | 2:30     |  |
| 24. | «When I R.I.P.»            | 2:54     |  |
| 25. | «Arriving at the Formal»   | 5:58     |  |
| 26. | «Virgin Piña Coladas»      | 0:22     |  |

## Estreno
La primera temporada debutó con «Pilot», el 16 de junio de 2019 en HBO, y concluyó con «And Salt the Earth Behind You», el 4 de agosto de 2019, consistiendo de 8 capítulos.
Los episodios especiales titulados «Trouble Don't Last Always» y «Fuck Anyone Who's Not a Sea Blob», estrenaron el 6 de diciembre y 24 de enero de 2021, respectivamente.
La segunda temporada se estrenó el 9 de enero de 2022 en HBO.

### Marketing
El 6 de junio de 2019, se anunció que se realizaría una proyección del primer episodio de la serie en el ATX Television Festival en Austin, Texas.

## Recepción

### Audiencia
El estreno de la serie promedió 577 000 espectadores en su franja horaria, un número que aumentó a un millón después de la repetición lineal de la misma noche y la visualización preliminar en HBO Go / Now. El hashtag, «#EuphoriaHBO» fue el número uno en los Estados Unidos y número tres en todo el mundo en Twitter después de su estreno.
| Temporada | Día y hora (E.T.)   | Cadena | Episodios | Estreno             | Estreno                    | Final                  | Final                      | Promedio de espectadores (en millones) |
| Temporada | Día y hora (E.T.)   | Cadena | Episodios | Fecha               | Espectadores (en millones) | Fecha                  | Espectadores (en millones) | Promedio de espectadores (en millones) |
| --------- | ------------------- | ------ | --------- | ------------------- | -------------------------- | ---------------------- | -------------------------- | -------------------------------------- |
| 1         | Domingo 10:00 p. m. | HBO    | 8         | 16 de junio de 2019 | 0.577                      | 4 de agosto de 2019    | 0.530                      | 0.560                                  |
| 2         | Domingo 8:00 p. m.  | HBO    | 8         | 9 de enero del 2022 | 0.254                      | 28 de febrero del 2022 | 0.625                      | -                                      |

### Crítica

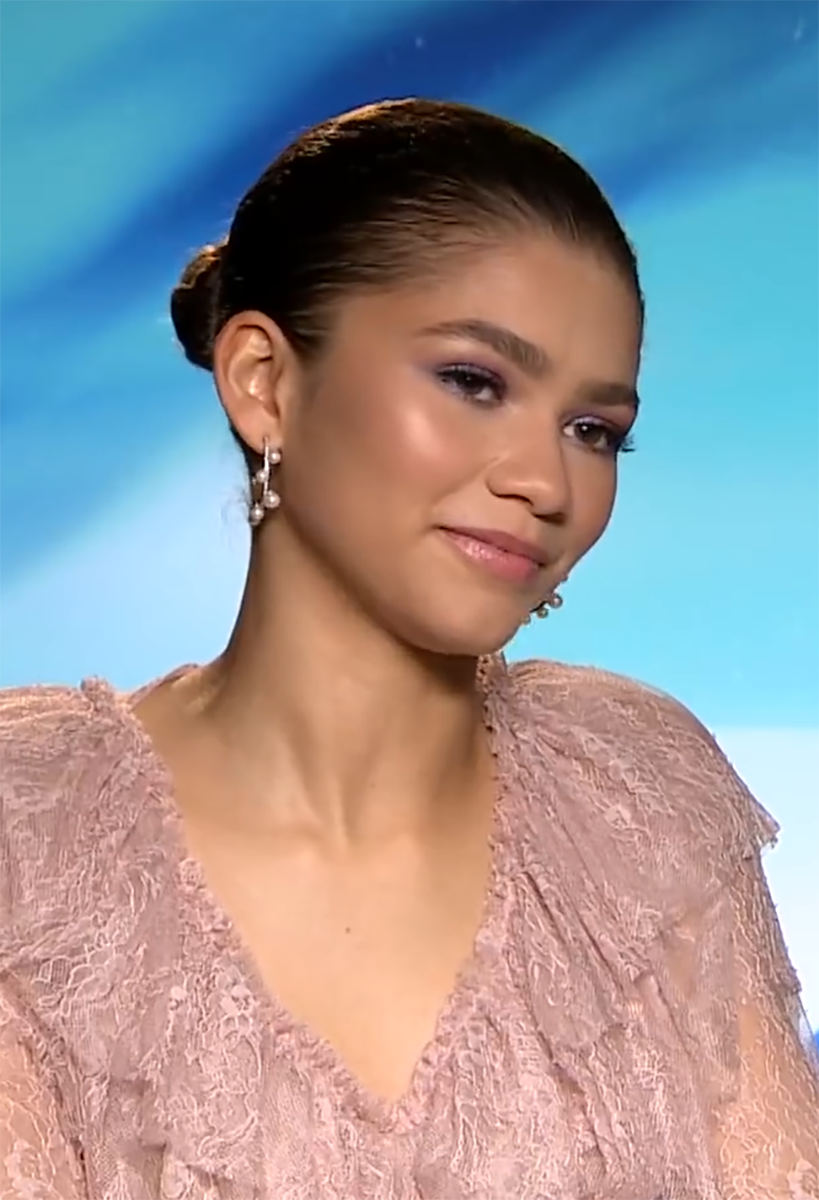
Zendaya recibió elogios generalizados de la crítica por su interpretación de Rue Bennett y ganó dos Premio Primetime Emmy a la mejor actriz principal en una serie dramática.

La primera temporada de Euphoria ha recibido críticas positivas, con gran parte de los elogios a sus actuaciones (en particular a Zendaya y Schafer), su historia, imágenes visuales, y acercamiento a material maduro. En Rotten Tomatoes, la serie tiene un índice de aprobación de 81 % con una calificación promedio de 7.27/10, basado en 47 reseñas. El consenso crítico del sitio dice, «Aunque a veces es difícil de ver, Euphoria equilibra su brutal honestidad con una mirada de empatía – y visualmente hermoso – para crear una serie singularmente desafiante e iluminadora, unida por una interpretación poderosamente subestimada de Zendaya». En Metacritic, que utiliza un promedio ponderado, asignó una puntuación de 67 de 100, según 24 reseñas, que indican «críticas generalmente favorables».
Ben Travers de IndieWire elogió la autenticidad de la serie y cómo HBO «se basa en la cruda realidad». Además, elogió la interpretación de Zendaya por agregar peso al desempeño de Rue. Tim Goodman de The Hollywood Reporter elogió la interpretación de Zendaya y el manejo del tema. Pilot Vireut de Observer elogió la serie por ser visualmente impresionante, así como las actuaciones del reparto, pero criticó la escritura como «tembloroso, lleno de líneas torpes», y recomendó que la serie «mantenga su enfoque estrecho».
La serie obtuvo críticas del Consejo de Televisión de Padres después de que se informara el contenido del episodio 2 «cerca de 30 penes [parpadeando] en pantalla» y la violación con consentimiento de un personaje. El Consejo de Televisión de Padres criticó la serie por promocionar «contenido gráfico para adultos» hacia adolescentes.

## Premios y nominaciones
| Año  | Premios                                        | Categoría                                                         | Nominado(s)                                                                                | Resultado | Ref.   |
| ---- | ---------------------------------------------- | ----------------------------------------------------------------- | ------------------------------------------------------------------------------------------ | --------- | ------ |
| 2019 | People's Choice Awards                         | Drama de TV favorito                                              | Zendaya                                                                                    | Ganadora  | [ 54 ] |
| 2019 | Satellite Awards                               | Mejor actriz dramática en una serie de televisión                 | Zendaya                                                                                    | Ganadora  | [ 55 ] |
| 2020 | American Cinema Editors Awards                 | Mejor serie dramática editada para televisión no comercial        | Julio C. Pérez IV                                                                          | Nominada  | [ 56 ] |
| 2020 | Art Directors Guild Awards                     | Serie de televisión contemporánea de una hora con una sola cámara | Kay Lee                                                                                    | Nominada  | [ 57 ] |
| 2020 | Critics' Choice Television Awards              | Mejor actriz en serie de drama                                    | Zendaya                                                                                    | Nominada  | [ 58 ] |
| 2020 | Make-Up Artists and Hair Stylists Guild Awards | Best Contemporary Makeup – Television and New Media Series        | Doniella Davy & Kristen Coleman                                                            | Nominada  | [ 59 ] |
| 2020 | Premios Primetime Emmy                         | Mejor actriz principal en una serie dramática                     | Zendaya                                                                                    | Ganadora  | [ 60 ] |
| 2020 | Primetime Creative Arts Emmy Awards            | Mejor vestuario en una serie                                      | Heidi Bivens, Danielle Baker y Katina Danabassis (por «The Next Episode»)                  | Nominados | [ 61 ] |
| 2020 | Primetime Creative Arts Emmy Awards            | Mejor maquillaje en una serie (No protésico)                      | Doniella Davy, Kirsten Sage Coleman y Tara Lang Shah (por «And Salt the Earth Behind You») | Ganadores | [ 61 ] |
| 2020 | Primetime Creative Arts Emmy Awards            | Mejor composición musical en una serie                            | Labrinth (por «03 Bonnie and Clyde»)                                                       | Nominado  | [ 61 ] |
| 2020 | Primetime Creative Arts Emmy Awards            | Mejor música y letra                                              | «All for Us» – Labrinth (por «And Salt the Earth Behind You»)                              | Ganadores | [ 61 ] |
| 2020 | Primetime Creative Arts Emmy Awards            | Mejor Supervisión Musical                                         | Jen Malone y Adam Leber (por «And Salt the Earth Behind You»)                              | Nominados | [ 61 ] |
| 2022 | Premios Globo de Oro                           | Mejor actriz de serie de televisión - Drama                       | Zendaya                                                                                    | Ganadora  | [ 62 ] |